# NGC 1259
NGC 1259 est une galaxie lenticulaire naine située dans la constellation de Persée. Elle a été découverte par l'astronome français Guillaume Bigourdan en 1884.

## Caractéristiques
Sa vitesse par rapport au fond diffus cosmologique est de 5 654 ± 300 km/s, ce qui correspond à une distance de Hubble de 83,4 ± 7,3 Mpc (∼272 millions d'al).
À ce jour, une dizaine de mesures non basées sur le décalage vers le rouge (redshift) donnent une distance de 71,670 ± 7,564 Mpc (∼234 millions d'al), ce qui est à l'intérieur des valeurs de la distance de Hubble.
Notons qu'il y a une erreur sur certains sites consacrés aux objets NGC. Ce n'est pas NGC 1259 qui figure au catalogue de Halton Arp sous la cote Arp 310, mais IC 1259,.

## Amas de Persée
NGC 1259 est une galaxie de l'amas de Persée.

## Supernova
La supernova SN 2008L a été découverte dans NGC 1259 le 14 janvier 2008 par l'astronome amateur japonais Yasuhide Fujita avec un télescope de 60 cm à l'observatoire Kuma Kogen (en). Cette supernova était de type Ia.